# Alborache
Alborache es un municipio español del interior de la provincia de Valencia (Comunidad Valenciana), en la comarca de la Hoya de Buñol. Se sitúa a una altitud de 320 m s. n. m. Cuenta con una población de 1471 habitantes (INE 2024). Se trata de un municipio castellanohablante, en el que el castellano cuenta con el predominio lingüístico reconocido legalmente.

## Toponimia
El topónimo aparece mencionado por primera vez en el siglo XIII con la forma valenciana Alboraig. Esta proviene del árabe البريج (al-buraīĝu), «la torreta», el mismo origen que otros topónimos como Alborax, Alboraya o Alborea. Se trata del diminutivo de برج (burĝun), «torre», a su vez préstamo del griego πύργος (pýrgos), del mismo significado. En valenciano, en ocasiones, el topónimo empleado es Alboraig.

## Geografía

### Localización
El municipio de Alborache tiene 27,3 km² y el punto más alto del casco urbano está a 320 m s. n. m. Limita al norte con Buñol y Godelleta, al sur con Dos Aguas, al este con Turís y al oeste con Macastre y Yátova.
Localidades limítrofes
|                         | Norte: Buñol, Godelleta |             |
| Oeste: Yátova, Macastre |                         | Este: Turís |
|                         | Sur: Dos Aguas          |             |

### Hidrografía y orografía
El término municipal de Alborache tiene forma alargada, adaptada a un relieve irregular y accidentado, sobre una estrecha loma delimitada por los barrancos de El Conde y de San Jaime. Los principales relieves se localizan en el norte (Ferrajón y alto Valencia) y el sur (Socaña y la Ceja). Por el centro fluye el río Buñol y varios barrancos que desaguan en él y por el sur fluye el río Magro. Además, hay varios manantiales, como el de la Cueva de las Palomas y el de la Virgen, así como dos importantes fuentes, la de San Jaime y la de la Gitana.

## Ecología
La superficie forestal ocupa una buena parte del municipio (1498,55 ha), ya que ha sufrido importantes pérdidas de bosque a causa de los incendios.

## Historia
El término de Alborache debió de estar poblado ya en época romana, dado el hallazgo de lápidas y otro tipo de materiales. En la época musulmana era una alquería constituida en torno a una torreta (al-buraīĝ) de la que no quedan restos. El rey Jaime I la concedió a Rodrigo de Linaza que, al servicio del rey, la conquistó en 1245. El lugar permaneció poblado principalmente por musulmanes, luego forzosamente convertidos en moriscos hasta su expulsión definitiva en 1611, que redujo la población a la mitad. Para contrarrestar el revés demográfico, el Conde de Buñol le otorgó escritura de Carta Puebla. La presión que soportaban los habitantes se reflejó en revueltas antiseñoriales, pero también en pleitos. Así los vecinos del condado ofrecieron 12 000 florines en 1797 al conde de Buñol para incorporarse a la corona. Al no aceptar el conde esta oferta, se inició un largo proceso que se prolongó hasta el 19 de enero de 1836, cuando el Ministerio de Gracia y Justicia resolvió el paso de Alborache a jurisdicción real contra el pago de 70 588 reales y 8 maravedíes.
En el Diccionario de Madoz (1845-1850) aparece la siguiente descripción, con interesante información sobre Alborache y su término en el siglo XIX:

ALBORACHE (Alboraig): [...] lugar con ayuntamiento en la provincia [...] de Valencia. Situado en la cima de un cerrito circuido de barrancos por los lados S y N, con otras alturas que le dominan [...]; tiene excelentes y abundantes aguas de las tres fuentes que nacen al E cerca de la población. Forman el casco de ella 160 casas de mediana altura, solamente con piso bajo y graneros, y aunque reducidas son bastante sólidas por su construcción a cal y canto. Las calles son angostas y torcidas, a excepción de tres medianamente anchas y largas; tiene dos plazas pequeñas, la una llamada de la iglesia y la otra de la Constitución: una casa consistorial, tan reducida que solo caben 20 personas, situada en la plaza de la iglesia, la cual sirve también para la detención de los arrestados; una escuela de primeras letras, sin local destinado a este objeto [...]; una iglesia parroquial [...], bastante reducida, pero de construcción muy sólida, bajo la advocación de San Jaime [...]; es de una sola nave con tres capillas a cada uno de sus lados [...]. El terreno en su mayor parte es fuerte y gredoso, y por lo mismo poco productivo, pues solo a fuerza de trabajo rinde medianas cosechas [...] Atraviesa el término y fertiliza alguna de sus tierras el río Buñol, de aguas escasas, ordinariamente, pero de grandes avenidas [...]; también le fertiliza el río Juanes que tiene su origen en Utiel [...]. Los caminos son casi todos de herradura, y solo hay uno por donde puedan transitar carruajes, que viniendo de Turís cruza el término con dirección a Macastre y Yátova; todos se hallan en mediano estado. Industria: cinco molinos harineros con diez muelas entre todos, algunos telares de lienzo común y una mina de yeso, cuyo producto exportan a los pueblos limítrofes; Población: 172 vecinos; 578 almas.
Diccionario de Madoz

## Demografía
Alborache cuenta con una población de 1471 habitantes (INE 2024).
| Gráfica de evolución demográfica de Alborache entre 1842 y 2021                                                     |
| |
| Población de derecho según los censos de población del INE Población de hecho según los censos de población del INE |

Alborache contaba con unos 90 habitantes tras la expulsión de los moriscos (1611), que habían aumentado a 135 en 1713 y 435 en 1787. Durante el siglo XIX y principios del XX creció hasta superar los 1100 habitantes en 1910. Después se produjeron pérdidas constantes por emigración, quedando 768 habitantes en 1981, si bien el regreso de pensionistas y la inmigración han vuelto a elevar el número de habitantes.

## Urbanismo
El casco urbano de Alborache se levanta sobre un cerro, estando el casco antiguo al este, en torno a la plaza de Salvador Martínez. La población creció en un primer momento hacia el noroeste (calles de Maestro Cervera Lloret, El Prado y San José) y el suroeste (carretera de Turís). Desde mediados del siglo XX el crecimiento se ha producido sobre todo en torno a la carretera de Buñol.

## Economía
La agricultura apenas ha variado en las últimas décadas, con 301 ha de secano donde predominan las viñas y los olivos. El regadío abarca 202 ha de frutales y hortalizas. El agua para el regadío proviene de dos azudes practicados en el río Juanes (afluente del Buñol): el del Partidor y el de la Cueva de las Palomas.
La principal actividad económica es la industria, en la que destaca la papelera, produciéndose también bolillos. Los molinos papeleros se alineaban tradicionalmente a lo largo del río Buñol. También funcionó el molino eléctrico denominado Molino de la Luz (mediados o finales del siglo XIX), que abastecía a Alborache, Macastre y Yátova.
Existe también industria relacionada con la fibra de vidrio, reparaciones de cajas de camión, piscinas prefabricadas, etc.
También hay presencia del sector metal-mecánico, empresa proveniente de la temprana industria papelera, que ha evolucionado hasta abarcar sectores como los bienes de equipo y la industria automotriz. Esta empresa actualmente tiene proyección internacional y cuenta con grandes medios productivos y de ingeniería.

### Comunicaciones
El término de Alborache está atravesado principalmente por dos vías. La primera, en dirección N-S, es la carretera CV-425 que lo une con Buñol, la A-3 y la estación de Buñol hacia el norte y con Macastre y Dos Aguas hacia el sur. La segunda, en dirección E-O, es la CV-415 que lo une con Turís y Picasent.

## Administración y política

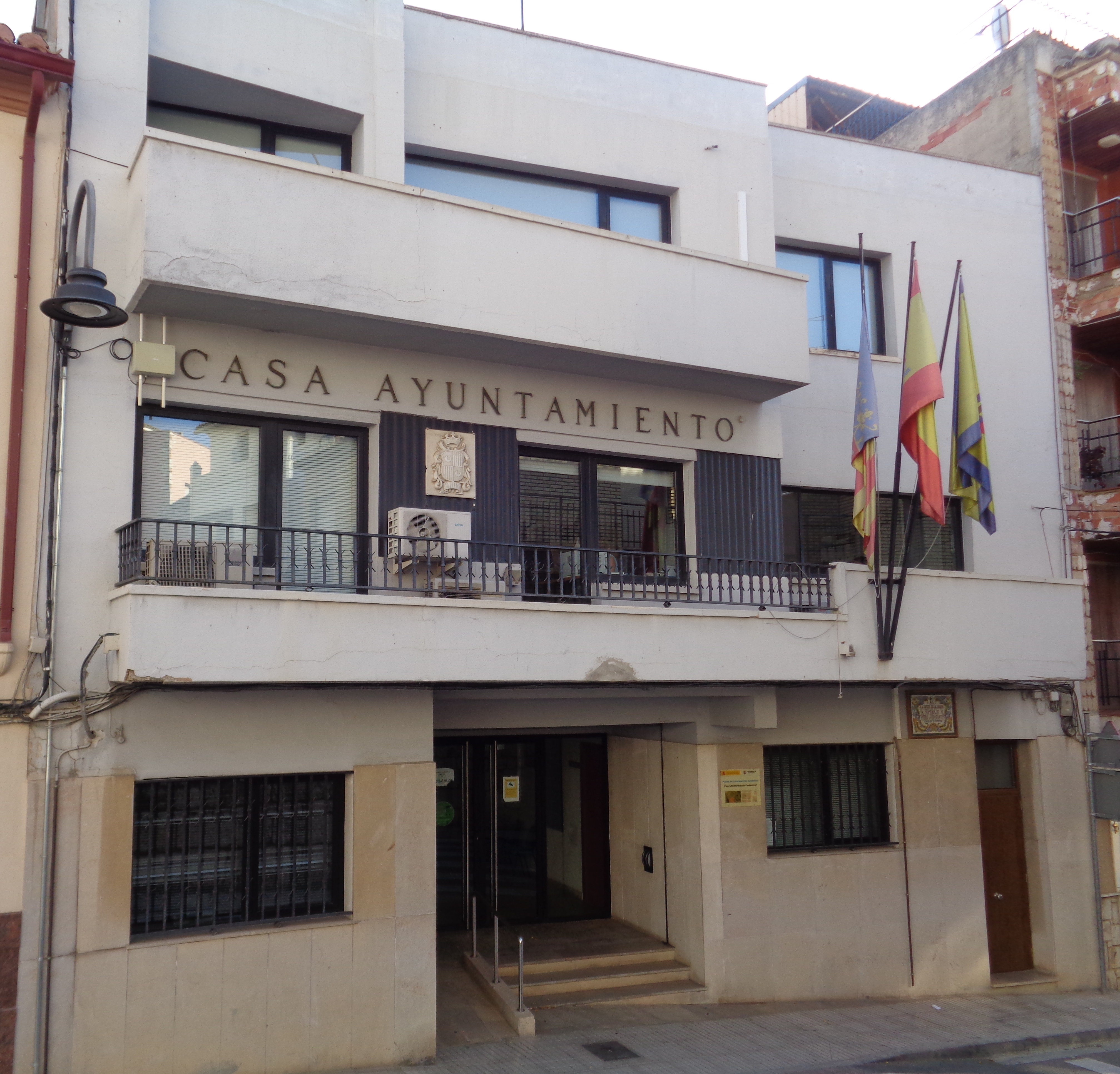
Ayuntamiento de Alborache.

Alborache está gobernada por una corporación local formada por concejales elegidos cada cuatro años por sufragio universal que a su vez eligen un alcalde. El censo electoral está compuesto por todos los residentes empadronados en Alborache mayores de 18 años y nacionales de España y de los otros países miembros de la Unión Europea. Según lo dispuesto en la Ley del Régimen Electoral General, que establece el número de concejales elegibles en función de la población del municipio, la corporación municipal de Alborache está formada por 9 concejales. El Ayuntamiento de Alborache está actualmente presidido por PP y consta de 6 concejales de este partido y 3 del PSPV-PSOE.
| Periodo   | Nombre                  | Partido       |
| --------- | ----------------------- | ------------- |
| 1979-1983 | Pedro Blasco Carrascosa | UCD           |
| 1983-1987 | Pedro Blasco Carrascosa | Independiente |
| 1987-1991 | Jesús Bueno Pérez       | AP            |
| 1991-1995 | Jesús Bueno Pérez       | PP            |
| 1995-1999 | Jesús Bueno Pérez       | PP            |
| 1999-2003 | Jesús Bueno Pérez       | PP            |
| 2003-2007 | Jesús Bueno Pérez       | PP            |
| 2007-2011 | Miguel Pinach Monto     | PP            |
| 2011-2015 | Miguel Pinach Monto     | PP            |
| 2015-2019 | Paquita Collado Torres  | PSPV-PSOE     |
| 2019-2023 | Paquita Collado Torres  | PSPV-PSOE     |
| 2023-act. | Jesús Higón Pérez       | PP            |

## Patrimonio

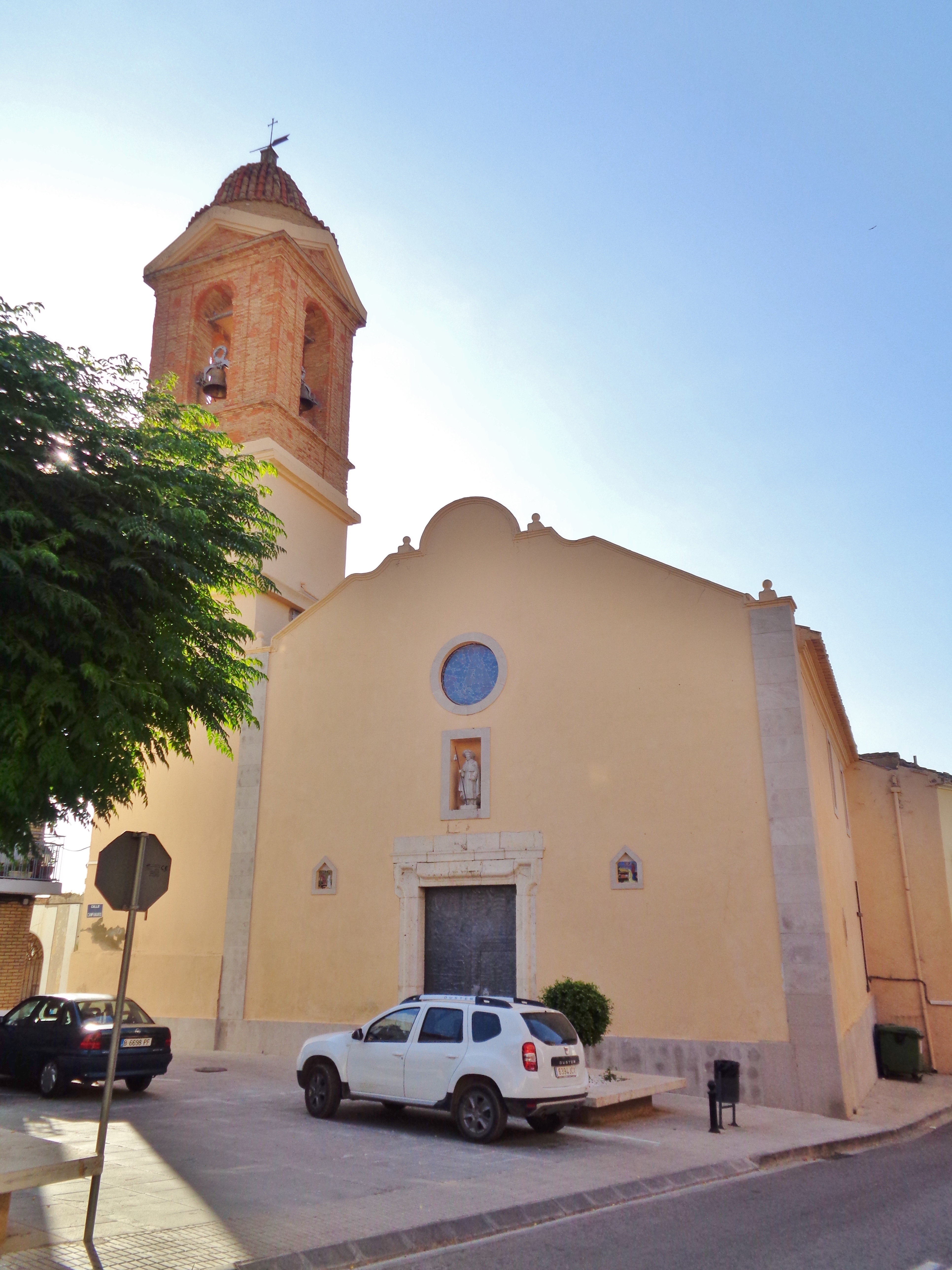
Iglesia de Santiago Apóstol.

### Patrimonio
- Iglesia de Santiago Apóstol: construida entre los siglos XVII y XVIII en estilo neoclásico.[14] Está declarada bien de relevancia local.[22]
- Yacimientos arqueológicos: se han hallado vestigios de época romana y posterior,[14] sobre todo en el paraje de El Prado del Bailén o el Regajo[23]

### Espacios naturales

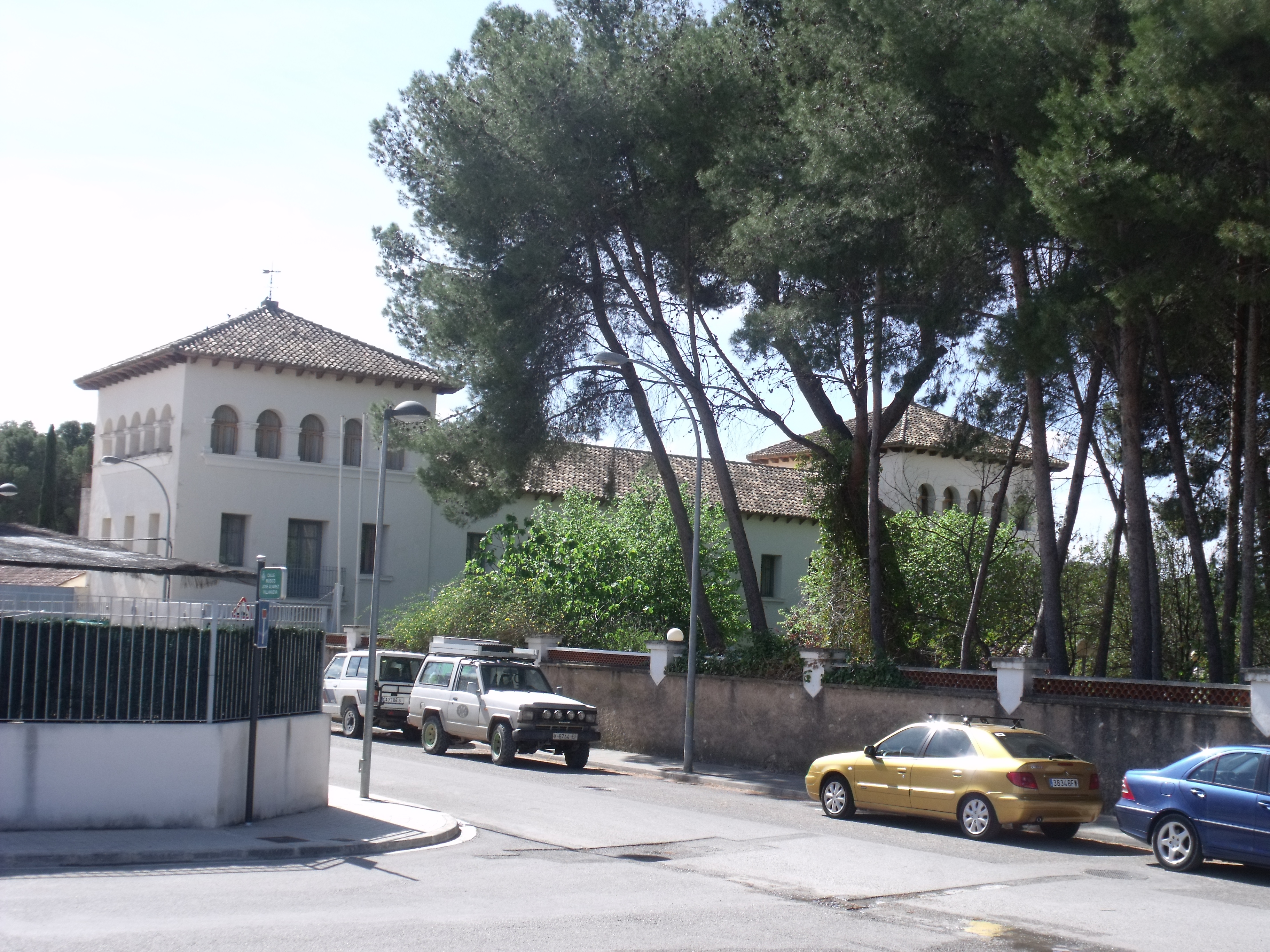
Albergue «Torre de Alborache».

En el término de Alborache existen un buen número de fuentes y manantiales, que han creado frondosos espacios naturales, como el parque de San Jaime, el Lugar del Milagro o el Molino de la Luz. 
La Ruta de los Molinos
La Ruta de los Molinos fue inaugurada en 2010, gracias a la colaboración del Ayuntamiento de Alborache y la Consellería de Agricultura.
Arranca en el Charco Azul, un manantial de aguas cristalinas que creó una pequeña corriente que, tras atravesar una chopera, desemboca en el Río Buñol. Este sendero temático recorre las antiguas edificaciones que aprovechaban la fuerza del agua para diferentes usos desde el siglo XVIII hasta principios del siglo XX. Molinos harineros primero, "fábricas de luz" después. Destacan algunos como el Molino Galán (antiguo molino papelero), molino de la Luz (bien conservado) o el Molino de los Zanores.
Algunos de ellos se han perdido, aunque otros perviven transformados en residencias y casas rurales. Pero sobre todo subsisten las infraestructuras que se construyeron para dotarlos de utilidad: azudes, canalizaciones, compuertas,... ahora ya integradas en el paisaje fluvial de este rincón de Alborache.
La Ruta de los Molinos es fácilmente transitable para todo tipo de personas a pie, en bicicleta o incluso con carritos de bebé. Además de acondicionar el recorrido cuenta con algunos paneles que informan sobre los antiguos molinos que se encuentran sobre algunas de las construcciones realizadas para el aprovechamiento del agua. Y para finalizar la ruta se puede complementar con una visita a la Cueva del Turche, Las Palomas, la fuente la Mezquita o al río Chico de Buñol.
El municipio cuenta con dos infraestructuras turísticas que se benefician de sus riquezas naturales: el albergue «Torre de Alborache» el centro de educación ambiental y turismo rural «Actio».

## Cultura

### Fiestas
- Fiestas Patronales: Durante la segunda quincena de julio se celebran las fiestas patronales de Alborache, donde destacan las fiestas en honor a San Jaime, Santa Ana y la Virgen del Rosario. Destacan actividades como la noche de las paellas, la Cabalgata de Disfraces, el Festival de Bandas de Música, los pasacalles, la Ofrenda de Flores, las mascletás, cordás, verbenas y la Vuelta Popular a pie.[30][31]
- Semana Taurina: Durante la primera semana de agosto se celebra la Semana Taurina. Durante estos siete días hay actividades como el toro en cuerda, vaquillas en el agua, toros embolados, verbenas y cenas de sobaquillo.[31]
- Fallas: Desde el año 2006, se lleva a cabo esta fiesta, que se realiza una semana antes que en la ciudad de Valencia, es decir, la primera semana de marzo. Además se planta una Falla en la plaza de España, acompañada de verbenas, chocolatás con churros y buñuelos y una ofrenda de flores  [31]

Otros eventos
- Quienes visiten Alborache los jueves y domingos, se encontrarán con un importante mercado tradicional al que acuden, cada semana cientos de visitantes de la comarca.[32]
- Entre los meses de marzo y abril el Club de Caza Alborache celebra la feria de Podenco a la que asisten cazadores y criadores de dicha raza de toda España.[33]

### Gastronomía
Los platos más tradicionales de Alborache pertenecen a la gastronomía mediterránea de interior: arroz al horno, gazpachos de pastor, paella valenciana, mojete, carnes asadas a la brasa con ajoaceite, torta de tajá; acompañados con vinos de las variedades locales.